# Limits (album)
Limits is het debuut-studioalbum van de Vlaamse zangeres Laura Tesoro. Het album verscheen op vrijdag 25 oktober 2019.
De eerste single van het album verscheen in 2019, en heet ook Limits. De rest van het album bestaat uit volledig nieuwe nummers. De single Limits gaat over hoe Laura zich definieert als artiest. Limits is een persoonlijk nummer over hard werken om je doel te bereiken.” Dat laatste bevestigt Tesoro: “Ik push mezelf en mijn limits altijd, om de beste versie van mezelf te zijn.” De zangeres schreef mee aan alle nummers, ook trad ze op als coproducer.
Tesoro schreef het album in drie maanden in verschillende sessies in Amsterdam.
In februari 2020 bevestigde Laura op tournee te gaan door Vlaanderen. De Limits Clubtour startte in Kavka Zappa, Antwerpen en eindigde in de Magdalenazaal van Brugge. In mei 2020 stelde Laura de tournee uit naar het najaar van 2021, wegens de uitbraak van de Coronapandemie.

## Tracklist
| Nr.                | Titel         | Schrijver(s)                                                                   | Producent(en)                        | Duur  |
| ------------------ | ------------- | ------------------------------------------------------------------------------ | ------------------------------------ | ----- |
| 1.                 | "Limits"      | Laura Tesoro, Steven Vergauwen, Sophia Ayana, Rock A Tune                      | Philip Holmgren                      | 03:21 |
| 2.                 | "Minutes"     | Tesoro, Steven Vergauwen, Tom Martin                                           | Tom Martin, Philip Holmgren          | 03:18 |
| 3.                 | "Press Pause" | Tesoro, Steven Vergauwen, Elias Näslin, Philip Holmgren, Isabelle Gbotto       | Philip Holmgren                      | 03:08 |
| 4.                 | "Trouble"     | Tesoro, Steven Vergauwen, Haris, Bart Possemis, Max                            | Philip Holmgren                      | 02:33 |
| 5.                 | "Emotion"     | Tesoro, Wouter Vander Veken, Steven Vergauwen, Kirsten Michel, Anthony Dircson | Philip Holmgren, Anthony Dircson     | 02:27 |
| 6.                 | "Manners"     | Tesoro, Maia Wright, Gustav Nyström, Fanny Amesson, David Kjellstrand          | Philip Holmgren, Gustav Nyström      | 02:39 |
| 7.                 | "Voices"      | Tesoro, Steven Vergauwen, Tom Martin                                           | Philip Holmgren                      | 02:12 |
| 8.                 | "Feel Alive"  | Tesoro, JB Meijers, Will Knox                                                  | Philip Holmgren                      | 02:28 |
| 9.                 | "Enough"      | Tesoro, Steven Vergauwen                                                       | Philip Holmgren, Wouter Vander Veken | 02:56 |
| 10.                | "Hold On"     | Tesoro, Will Knox, Nick Ribbens                                                | Philip Holmgren                      | 03:27 |
| Totale duur: --:-- |               |                                                                                |                                      |       |